# AIGLX

GLX и AIGLX в сравнении с инфраструктурой прямого рендеринга.

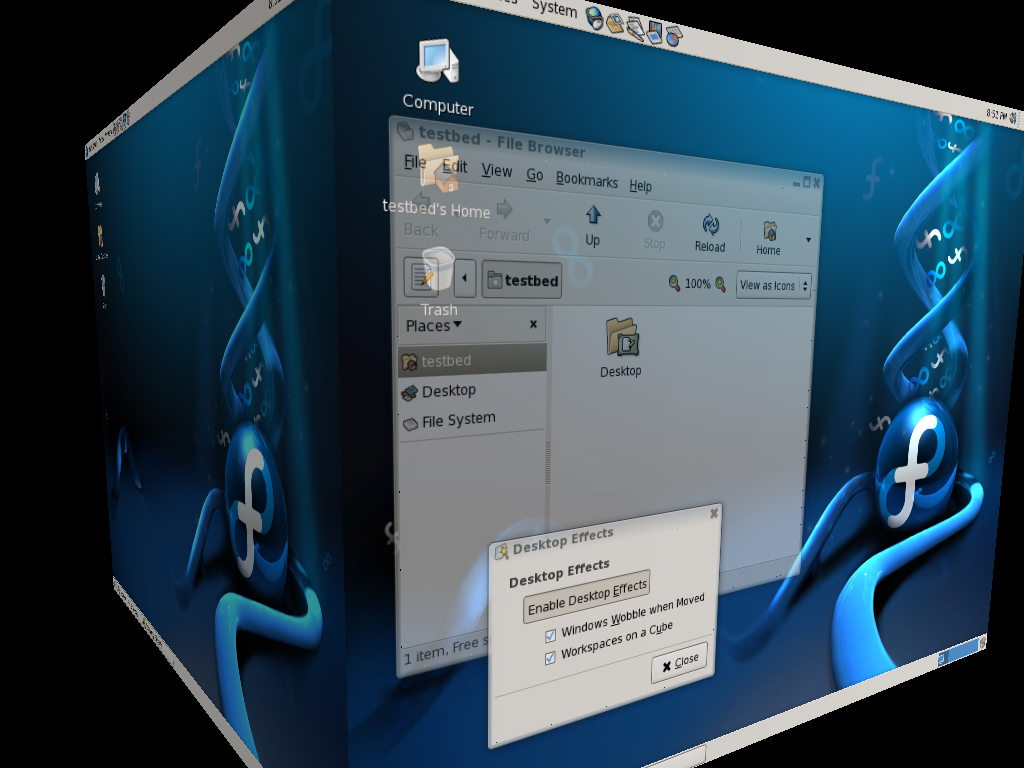
Compiz, запущенный на Fedora Core 6 с использованием AIGLX

AIGLX (Accelerated Indirect GLX) — проект с открытым исходным кодом для поддержки непрямого GLX-рендеринга, совместимого с X.Org и DRI-драйверами. Создан сообществом Red Hat и Fedora Linux. Удалённый X11-клиент получает аппаратно ускоренный рендеринг через протокол GLX; эта разработка необходима чтобы задействовать аппаратное ускорение для программ, управляющих прозрачностью в OpenGL (таких как Compiz).